# جيمس بيرد (لاعب كرة قدم)
جيمس بيرد (بالإنجليزية: James Baird)‏ (25 مايو 1983 في المملكة المتحدة - ) هو لاعب كرة قدم بريطاني في مركز حراسة المرمى. شارك مع منتخب اسكتلندا تحت 17 سنة لكرة القدم ومنتخب الجزر العذراء البريطانية لكرة القدم. أما مع النوادي، فقد لعب مع نجوم الشمال الشرقي ونادي ستنهاوسموير ونادي ألوا أثليتيك وTobago United F.C. ‏ وGalveston County Rangers Football Club ‏ وA.F.C. Totton ‏ وبيرويك راينجرز وEdinburgh United F.C. ‏ وGalveston Pirate SC ‏ ونادي مدفاغور ‏ وTvøroyrar Bóltfelag ‏ ونادي ليفينغستون لكرة القدم.